# Eparquía de Shamshabad
La eparquía de Shamshabad (en latín: Eparchia Shamshabadensis) es una circunscripción eclesiástica de la Iglesia católica en India. Se trata de una eparquía siro-malabar, sufragánea de la archieparquía de Ernakulam-Angamaly. Desde el 9 de enero de 2024 es sede vacante.

## Territorio
La eparquía extiende su jurisdicción a todos los fieles siro-malabares de la India, no comprendidos en las eparquías existentes al momento de su creación. La eparquía tiene jurisdicción sobre la totalidad o partes de 23 estados y 4 territorios de la India. Se subdivide en 8 regiones:
- Southern Region: estados de Andhra Pradesh y Telangana (excepto el territorio de la eparquía de Adilabad).
- South-Central Region: estados de Karnataka (excepto los territorios de las eparquías de Belthangady, Bhadravathi y Mandya), Goa, Maharastra (excepto los territorios de las eparquías de Chanda y Kalyan).
- Western Region: estados de: Guyarat (excepto el territorio de la eparquía de Rajkot), Rajastán, y los territorios de: Damán y Diu, Dadra y Nagar Haveli.
- Central Region: estados de: Madhya Pradesh (excepto los territorios de las eparquías de Sagar, Satna y Ujjain), Chhattisgarh (excepto el territorio de la eparquía de Jagdalpur), Odisha.
- Northern Region: estados de: Uttarakhand (excepto el territorio de la eparquía de Bijnor), Uttar Pradesh (excepto los territorios de las eparquías de Bijnor, Gorakhpur y parte de la de Faridabad).
- Eastern Region: estados de: Bihar, Jharkhand.
- North-Eastern Region: estados de: Bengala Occidental, Megalaya, Mizoram, Manipur, Nagaland, Tripura, Sikkim, Assam, Arunachal Pradesh.
- Island Region: Laquedivas, Islas Andamán y Nicobar.

La sede eparquial está en la ciudad de Shamshabad, en el estado de Telangana. La procatedral es la iglesia de Santa Alfonsa en Kukatpally, vecina a Hyderabad.
Dentro de esta eparquía confluyeron las misiones siro-malabares existentes en diócesis latinas de la India: arquidiócesis de Agra (Etawah Mission en Agra, Uttar Pradesh, con 11 centros de misa), diócesis de Ahmedabad (Syro-Malabar Community en Ahmedabad, Guyarat, con 12 centros de misa), diócesis de Aurangabad (St.Joseph Syro-Malabar Church en Aurangabad, Maharastra, con 3 centros de misa), arquidiócesis de Bangalore (Syro Malabar Bangalore Mission con 22 parroquias personales y 21 centros de misa, en Karnataka), diócesis de Baroda (Syro-Malabar Community en Vadodara, con 1 parroquia y 11 centros de misa en Guyarat), arquidiócesis de Bhopal (Syro-Malabar Church, Bhopal en Bhopal, Madhya Pradesh), arquidiócesis de Madras-Mylapore, arquidiócesis de Goa y Damán (Syro Malabar Catholic Church, Goa en Altinho-Panaji con 2 centros en Goa y 1 en Damán), arquidiócesis de Hyderabad (Syro Malabar Catholic Community Welfare Association en Secunderabad, con 7 centros de misa en Andhra Pradesh), arquidiócesis de Calcuta (St. Thomas Syro Malabar Parish en Calcuta, con una parroquia y un centro de misa), diócesis de Salem (St. Mary’s Church en Salem, con 1 parroquia en Tamil Nadu) y diócesis de Vijayawada (St. Mary’s Prayer Centre en Vijayawada, Andhra Pradesh).

## Historia
A fines de la década de 1950 los fieles siro-malabares de Kerala comenzaron a migrar, alcanzando su máximo en la década de 1980. Para informarse y asistir a los fieles siro-malabares residentes en la India fuera del territorio propio de la Iglesia archiepiscopal mayor los papas designaron visitadores apostólicos, los cuales fueron sucesivamente: 1) el archieparca de Changanassery, Antony Padiyara, desde el 8 de septiembre de 1978 hasta el 23 de abril de 1985; 2) el eparca de la Bijnor, Gratian Mundadan, desde el 15 de julio de 2006 hasta el 11 de enero de 2014; 3) el obispo auxiliar de la Trichur, Raphael Thattil, desde el 11 de enero de 2014 hasta el 10 de octubre de 2017, cuando se creó la eparquía de Shamshabad.
El 10 de octubre de 2017 el papa Francisco creó las eparquías de Shamshabad y de Hosur y dirigió una carta a los obispos de la India. En ella expresó que para los fines pastorales extendía la jurisdicción del archieparca mayor y del sínodo de la Iglesia siro-malabar a la totalidad de la India:

Decreto también que las nuevas circunscripciones, como las que ya existen, sean confiadas al cuidado pastoral del arzobispo mayor de Ernakulam-Angamaly y al Sínodo de los Obispos de la Iglesia Siro-Malabar, de acuerdo con las normas del Código de Cánones de las Iglesias Orientales.

El primer obispo de la nueva eparquía fue Raphael Thattil, que desde diciembre de 2013 tenía la función de visitador apostólico para los siro-malabares residentes en India fuera del territorio propio de la Iglesia archiepiscopal mayor de Ernakulam-Angamaly y era obispo auxiliar de Trichur.
La nueva jurisdicción fue inaugurada con la instalación del obispo Thattil el 7 de enero de 2018.

## Episcopologio
- Raphael Thattil, desde el 10 de octubre de 2017

## Estadísticas
De acuerdo al Anuario Pontificio 2021 la eparquía tenía a fines de 2020 un total de 121 300 fieles bautizados.
| Año                                                                             | Población            | Población | Población      | Sacerdotes | Sacerdotes    | Sacerdotes    | Bautizados por sacerdote | Diáconos permanentes | Religiosos | Religiosos | Parroquias |
| Año                                                                             | Bautizados católicos | Total     | % de católicos | Total      | Clero secular | Clero regular | Bautizados por sacerdote | Diáconos permanentes | Varones    | Mujeres    | Parroquias |
| ------------------------------------------------------------------------------- | -------------------- | --------- | -------------- | ---------- | ------------- | ------------- | ------------------------ | -------------------- | ---------- | ---------- | ---------- |
| 2017                                                                            | 2000                 |           |                | 88         | 44            | 44            | 22                       |                      | 44         |            |            |
| 2020                                                                            | 121 300              |           |                | 68         | 48            | 20            | 1783                     |                      | 20         | 103        | 21         |
| Fuente: Catholic-Hierarchy, que a su vez toma los datos del Anuario Pontificio. |                      |           |                |            |               |               |                          |                      |            |            |            |